# Conduttanza elettrica
La conduttanza è l'espressione quantitativa dell'attitudine di un conduttore ad essere percorso da corrente elettrica. La conduttanza viene solitamente indicata con la lettera G. La sua unità di misura nel sistema internazionale è il siemens (S).
La conduttanza riferita ad una unità standard di conduttore è definita conduttanza elettrica specifica o conducibilità elettrica.

## Legami con le altre grandezze
In circuiti puramente resistivi, la conduttanza è legata alla resistenza elettrica dalla formula:
{\displaystyle G={\frac {1}{R}}={\frac {I}{\Delta V}}=\sigma {\frac {S}{l}}}
in cui:
- G è la conduttanza
- R è la resistenza elettrica,
- I è la corrente,
- ΔV è la differenza di potenziale
- σ è la conducibilità elettrica media del materiale di cui è costituito il tratto
- S è la sezione del tratto
- l è la lunghezza del tratto

Perciò le conduttanze si sommano in parallelo e si rapportano in serie analogamente alla capacità elettrica e in modo opposto alla resistenza.

In circuiti con impedenza complessa, la conduttanza è legata alla suscettanza e all'ammettenza dall'equazione:
{\displaystyle {\bar {Y}}=G+jB}
in cui:
- Y è l'ammettenza,
- j è l'unità immaginaria,
- B è la suscettanza.

La conduttanza è quindi la parte reale dell'ammettenza; è uguale a zero per i bipoli dinamici (condensatori e induttori), mentre è diversa da zero nel caso dei resistori.
Fu scoperta dal fisico inglese Stephen Gray nel 1729.